# Breitbrunn am Chiemsee
Pour les articles homonymes, voir Breitbrunn.
Breitbrunn am Chiemsee est une commune de Bavière (Allemagne), située dans l'arrondissement de Rosenheim, dans le district de Haute-Bavière.